# Capitolium de Constantinopla

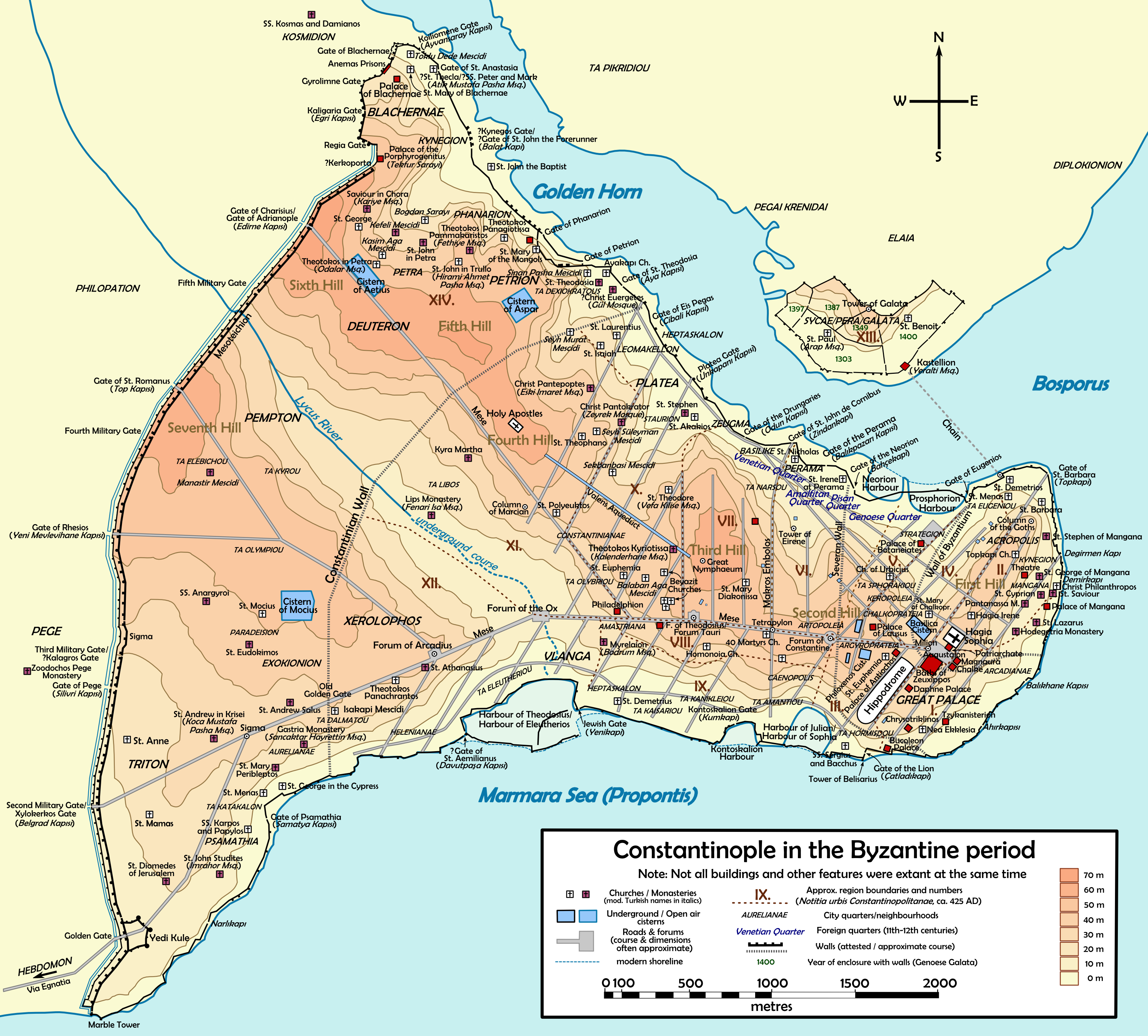
Mapa de Constantinopla bizantina. El Capitolium se encontraba en la ladera sur de la tercera colina, al noroeste del Foro de Teodosio.

El Capitolium de Constantinopla (en latín: Capitolium Constantinopolis; en griego: Καπιτώλιον) fue un edificio público erigido en Constantinopla (hoy Estambul) por el emperador romano Constantino I. Fundado como capitolium (templo dedicado a la Tríada capitolina), en el siglo V se convirtió en instituto de educación superior.

## Ubicación
Originalmente se pensaba que el Capitolium estaba ubicado en la cima de la tercera colina de Constantinopla, que ahora está ocupada por la Universidad de Estambul. Sin embargo, esta posición es refutada por De Ceremoniis, un manual ceremonial bizantino del siglo X, que lo menciona como un hito a lo largo de la procesión triunfal del Emperador. La procesión comenzó en la Puerta Dorada y avanzó a lo largo del ramal sur de la calle Mese, alcanzando sucesivamente el foro del buey (ubicado en el actual Aksaray), el Capitolio y el Filadelfio (ubicado en el actual semt de Şehzadebaşı). La posición del templo debería estar entonces entre el foro del buey y el Filadelfo, al noroeste del Foro de Teodosio. Para llegar a él, había que subir la ladera sur de la tercera colina, similar a la ascensión a la Colina Capitolina de Roma para ir al Templo de Júpiter. Administrativamente pertenecía a la octava regio de la ciudad.

## Historia
El Capitolium fue erigido en Constantinopla por el emperador Constantino I (r. 306–337). El edificio, junto con el circo, el Gran Palacio, el Strategion y el Foro de Constantino, fue uno de esos edificios necesarios para presentar la ciudad como la nueva Roma. El edificio fue originalmente un capitolium, que es un templo pagano dedicado a la Tríada capitolina, pero a principios del siglo V ya se había puesto una cruz en su techo, aunque no está atestiguada una conversión en iglesia. Cerca del templo se construyeron casas para los ricos. A más tardar en el año 425 d. C., el Capitolio se convirtió en una academia de educación superior, el Pandidakterion, que albergaba lecciones públicas en las exedras del sur. El único propósito de la escuela era formar funcionarios para la administración del estado. No hay evidencia de que el Pandidakterion continuara funcionando después del final del reinado de Heraclio (r. 610–641).

## Descripción
Según una ley promulgada el 27 de febrero de 425 d. C. por el emperador Teodosio II (r. 402-450) y contenido en el Código Teodosiano, se sabe que el Capitolio era un edificio rectangular cuyo lado sur tenía exedras «grandes y magníficas» que bordeaban el lado porticado de una vía pública. Esta carretera posiblemente podría ser el Mese, y el edificio daba a la carretera cerca del cruce desde donde uno de sus ramales conducía al Puerta Dorada. El Capitolio también tenía exedras a lo largo de sus lados este y oeste, pero estas no limitaban con ningún camino, y hasta el 425 estuvieron ocupadas por popinae («bares de vinos» en el mundo romano). El edificio era dorado y su techo estaba cubierto con tejas de bronce dorado, como el Templo de Júpiter Capitolino en Roma, y rematado por una cruz (que cayó durante una tormenta en el 407 d. C.).